# نهر كيتوي
كيتوي ((بالروسية: Китой)‏، قالب:Lang-bua) هو نهر يقع في بورياتيا وإركوتسك أوبلاست في روسيا، وهو رافد أيسر لنهر أنغارا. يبلغ طول النهر حوالي 316 كم. ومساحة مستجمعه المائي حوالي 9,190كم². يتجمد كيتوي بدءاً من منتصف أكتوبر ويظل محاصراً بالجليد حتى أواخر أبريل وبدايات مايو. تقع مدينة أنغارسك على ضفاف نهر كيتوي.